# Véronique Genest
Véronique Genest (Meaux, França, 26 de juny de 1956) és una actriu francesa coneguda principalment pel seu paper de la comissària Julie Lescaut a la sèrie que porta el seu nom, Julie Lescaut, produïda per TF1.

## Filmografia[3]

### Cinema
| - 1980: The Lady Banker - 1982: Guy de Maupassant: Fanny - 1982: Légitime violence: Lucie Kasler - 1983: Il quartetto Basileus: Sophia - 1983: J'ai épousé une ombre: Patricia Meyrand - 1983: Debout les crabes, la mer monte !: Marthe - 1984: Tango - 1985: La Baston: Denise Levasseur - 1985: Ça n'arrive qu'à moi: Prudence - 1986: Suivez mon regard: Une fille délurée | - 1986: Triple sec (curtmetratge) - 1986: Chère canaille: Frédérique Henriot - 1987: Association Of Wrongdoers: Monique Lemercier - 1987: Strike (curtmetratge) - 1989: Un père et passe: Marianne - 1990: Le grand ruban: Sylvie - 1991: On peut toujours rêver: La prostituta melòmana - 1991: Les Secrets professionnels du Dr. Apfelglück: Micheline - 1992: Et demain ... Hollywood !: Marie Bluchet - 1997: Droit dans le mur: Myriam |

### Televisió
| - 1981: Nana (minisèrie): Nana - 1983: Le ambizioni sbagliate (telefilm): Andreina - 1983: Péchés originaux (minisèrie): Lydie - 1984: Emportez-la avec vous (telefilm): Myriam - 1986-1991: Série noire (sèrie de televisió): Marlène/Lucien - 1988: Sueurs froides (sèrie de televisió): Valérie Vétheuil - 1989: Une femme tranquille (telefilm): Véronique - 1989: L'Été de tous les chagrins (telefilm): Ginette - 1989: Les Sirènes de minuit (telefilm): Maud - 1989: David Lansky (sèrie de televisió): Yasmine Sublet - 1989: Une table pour six (telefilm): Corinne - 1990: V comme vengeance (sèrie de televisió): Corinne - 1990: Mit den Clowns kamen die Tränen (minisèrie): Francine Renaud - 1992: Ma tu mi vuoi bene? (telefilm): Livia | - 1992: Secret de famille (minisèrie): Marthe - 1992-2013: Julie Lescaut (sèrie de televisió): Comissària Julie Lescaut - 1996: Sixième classique (telefilm): Simone - 1998: Un amour de cousine (telefilm): Lucille - 2000: On n'est pas là pour s'aimer (telefilm): Frédérique Letheil - 2003: Une femme si parfaite (telefilm): Anne Joubert - 2006: Un transat pour huit (telefilm): Florence - 2007: La Dame d'Izieu (minisèrie): Sabine Zlatin - 2011: Merci patron! (telefilm): Hélène Scoffie - 2014: La Disparue du Pyla (telefilm): Carole Castel - 2015: Nos chers voisins: Madame Lannet - 2016: La Bonne Dame de Nancy de Denis Malleval': Simone Weber15 - 2019: Camping Paradis (sèrie de televisió): Martine |